# Радиогалактика
Радиогалактика — тип галактик, которые обладают намного большим радиоизлучением по сравнению с остальными галактиками. Их радиосветимости (мощность радиоизлучения) достигают 1045 эрг/с. Для сравнения, у «нормальных» галактик, включая нашу, светимость в радиоконтинууме составляет 1037—1038 эрг/с (как и у Крабовидной туманности). Механизм радиоизлучения — синхротронный. Радиоизлучение наиболее «ярких» радиогалактик превышает их оптическую светимость. Источники излучения радиогалактик обычно состоят из нескольких компонентов (ядро, гало, радиовыбросы). Из наиболее известных радиогалактик можно выделить Лебедь А, Центавр A, Дева А, Печь А, с которых и началось исследование этого класса объектов:
- Лебедь А — мощнейший внегалактический источник радиоизлучения.
- Центавр A (NGC 5128) — ближайшая радиогалактика (расстояние примерно 4 Мпк).
- Дева А (NGC 4486, М 87) — одна из самых массивных галактик в скоплении Девы.
- Печь А (NGC 1316) — четвёртый по мощности внегалактический источник радиоизлучения.
- TGSS J1530+1049 — радиогалактика  имеющая красное смещение z = 5,72[3].
- Алкионей — крупнейшая радиогалактика, размер радиопузырей которой достигает как минимум 16 миллионов световых лет.

## Терминология
Термин «Радиогалактика» был введён в результате отождествления в 1949 году мощных источников космического радиоизлучения с относительно слабыми источниками оптического излучения — далёкими галактиками. В литературе 70-х годов (Пахольчик, 1977), посвящённой радиогалактикам, иногда под этим термином понимаются просто внегалактические радиоисточники.
Выделение радиогалактик в особый класс условно, так как все галактики излучают в радиодиапазоне, но с разной мощностью. С другой стороны, многие квазары, являющиеся радиоисточниками, также представляют собой звёздные системы и могут называться радиогалактиками. Радиогалактики и квазары очень похожи по многим параметрам. Например, по радиоизображениям практически невозможно сказать, к какому из этих двух классов объектов принадлежит источник.
В настоящее время радиогалактиками принято считать те галактики, радиоизлучение в которых связано с активностью ядра, а не со вспышками звездообразования, например в диске. Тем самым, включая радиогалактики в класс Активных галактик — галактик с активным ядром.

## Классификация
Радиогалактики разделяют на два типа согласно классификации Фанарова — Райли:
- Галактики первого класса или FR-I — это галактики, мощность излучения которых уменьшается от центра к краю.
- Галактики второго класса или FR-II — это галактики, мощность излучения которых увеличивается от центра к краю.